# Klaus Schwertner
Klaus Schwertner (* 22. Oktober 1976 in Wien) ist ein österreichischer Sozialmanager. Seit 2023 ist er Caritasdirektor der Caritas der Erzdiözese Wien.

## Leben
Nach seinem Studium des Gesundheitsmanagements an der IMC Fachhochschule Krems leitete er bei der Niederösterreichischen Landeskliniken-Holding den Bereich PR & Kommunikation und war in dieser Funktion Pressesprecher der 27 niederösterreichischen Spitäler.
Von 2008 bis 2013 war Klaus Schwertner Pressesprecher der Caritas der Erzdiözese Wien. 2010 initiierte er die gemeinsame Initiative „Gegen-Unrecht: Kinder gehören nicht ins Gefängnis“ von Caritas, Diakonie, SOS-Kinderdorf und Amnesty International, die von über 75 Organisationen und mehr als 116.000 Menschen unterstützt wurde. Im März 2013 wurde Klaus Schwertner zunächst Geschäftsführer und ab Februar 2023 Caritasdirektor der Caritas der Erzdiözese Wien. 
Die von ihm initiierte „Flowerrain“-Aktion für das Wiener Neujahrsbaby Asel erlangte 2018 internationale Aufmerksamkeit.
Bis 2022 betrieb er einen Podcast auf der Plattform SoundCloud.

## Publikationen
- als Herausgeber: #Willkommen in dieser Welt. Tyrolia, Innsbruck 2018, ISBN 978-3-7022-3706-6.
- als Autor: Gut, Mensch zu sein. Molden Verlag, Wien 2021, ISBN 978-3-222-15065-4.

## Auszeichnungen
- 2016: Kommunikator des Jahres des Public Relations Verbands Austria[4]
- 2019: Blogger Award (Sonderkategorie „Zivilcourage“) der österreichischen Zeitschrift Madonna[5]

## Nachweise
1. ↑  Caritas Wien: Caritasdirektoren. Abgerufen am 7. April 2020.
2. ↑  Vienna ‘New Year’s Baby’ Greeted First With Hate, Then Hearts. 4. Januar 2018, abgerufen am 7. April 2020.
3. ↑  Podcast von Klaus Schwertner
4. ↑  Der Kommunikator des Jahres 2016 heißt Klaus Schwertner. 17. November 2016, abgerufen am 7. April 2020.
5. ↑  MADONNA Blogger Award 2019. 26. Februar 2019, abgerufen am 7. April 2020.

| Personendaten    | Personendaten                  |
| ---------------- | ------------------------------ |
| NAME             | Schwertner, Klaus              |
| KURZBESCHREIBUNG | österreichischer Sozialmanager |
| GEBURTSDATUM     | 22. Oktober 1976               |
| GEBURTSORT       | Wien                           |